# セオドア・シャピロ
セオドア・シャピロ（Theodore Shapiro、1971年9月29日 - ）は、アメリカ合衆国ワシントンD.C出身の作曲家である。

## 主な作品

### 映画音楽
- ザ・プロフェッショナル（2001年）
- あるあるティーン・ムービー（2001年）
- ハッピー・フライト（2003年）
- アダルト♂スクール（2003年）
- スタスキー&ハッチ（2004年）
- ポリーmy love（2004年）
- ドッジボール（2004年）
- ディック&ジェーン 復讐は最高!（2005年）
- プラダを着た悪魔（2006年）
- トラブル・マリッジ カレと私とデュプリーの場合（2006年）
- 俺たちフィギュアスケーター（2007年）
- ミッシング 〜消された記憶〜（2007年）
- トロピック・サンダー/史上最低の作戦（2008年）
- マーリー 世界一おバカな犬が教えてくれたこと（2008年）
- 噂のモーガン夫妻（2009年）
- 紀元1年が、こんなんだったら!?（2009年）
- ジェニファーズ・ボディ（2009年）
- 40男のバージンロード（2009年）
- 奇人たちの晩餐会 USA（2010年）
- グレッグのダメ日記（2010年）
- ミスター・アーサー（2011年,共作）
- 31年目の夫婦げんか（2012年）
- ゲーム・チェンジ 大統領選を駆け抜けた女（2012年）
- 俺たちスーパー・ポリティシャン めざせ下院議員!（2012年）
- ワン チャンス（2013年）
- ヴィンセントが教えてくれたこと（2014年）
- インビテーション（2015年）
- マイ・インターン（2015年）
- SPY/スパイ（2015年）
- Dearダニー 君へのうた（2015年）
- トランボ ハリウッドに最も嫌われた男（2015年）
- 素晴らしきかな、人生（2016年） [3]
- シンプル・フェイバー（2018年）
- ストレイ・ドッグ（2018年）
- ラスト・クリスマス Last Christmas (2019年)
- スキャンダル Bombshell (2019年)
- スパイ in デンジャー Spies in Disguise (2019年)
- タミー・フェイの瞳 The Eyes of Tammy Faye (2021年)

## ディスコグラフィー
以下はオールミュージックに記載のあるアルバム。
- On the Ropes（1999年）
- State and Main（2000年）
- Fun with Dick & Jane [Original Motion Picture Soundtrack]（2006年）
- Blades of Glory [Original Motion Picture Score]（2007年）
- Tropic Thunder [Original Motion Picture Score] （2008年）
- Marley & Me [Original Motion Picture Soundtrack]（2008年）
- I Love You, Man（2009年）
- Year One [Original Motion Picture Soundtrack]（2009年）
- Diary of a Wimpy Kid（2010年）
- Dinner for Schmucks（2010年）
- The Secret Life of Walter Mitty [Original Motion Picture Score]（2013年[5]）
- St. Vincent [Original Score]（2014年）
- Spy [Original Motion Picture Score]（2015年）
- Trumbo [Original Soundtrack]（2015年）

## 受賞・ノミネート歴
- 第64回プライムタイム・クリエイティブアート・エミー賞（英語版） - 「ゲーム・チェンジ 大統領選を駆け抜けた女（Game Change）」にて、ミニシリーズ/テレビ映画/スペシャル番組部門音楽賞ノミネート[6]。
- BMI映画・テレビ賞（ドイツ語版） - 2004年から2013年にかけて複数の映画音楽部門で同賞を受賞している[6]。

このほかにも受賞・ノミネート歴がある。